# カルトナージュ

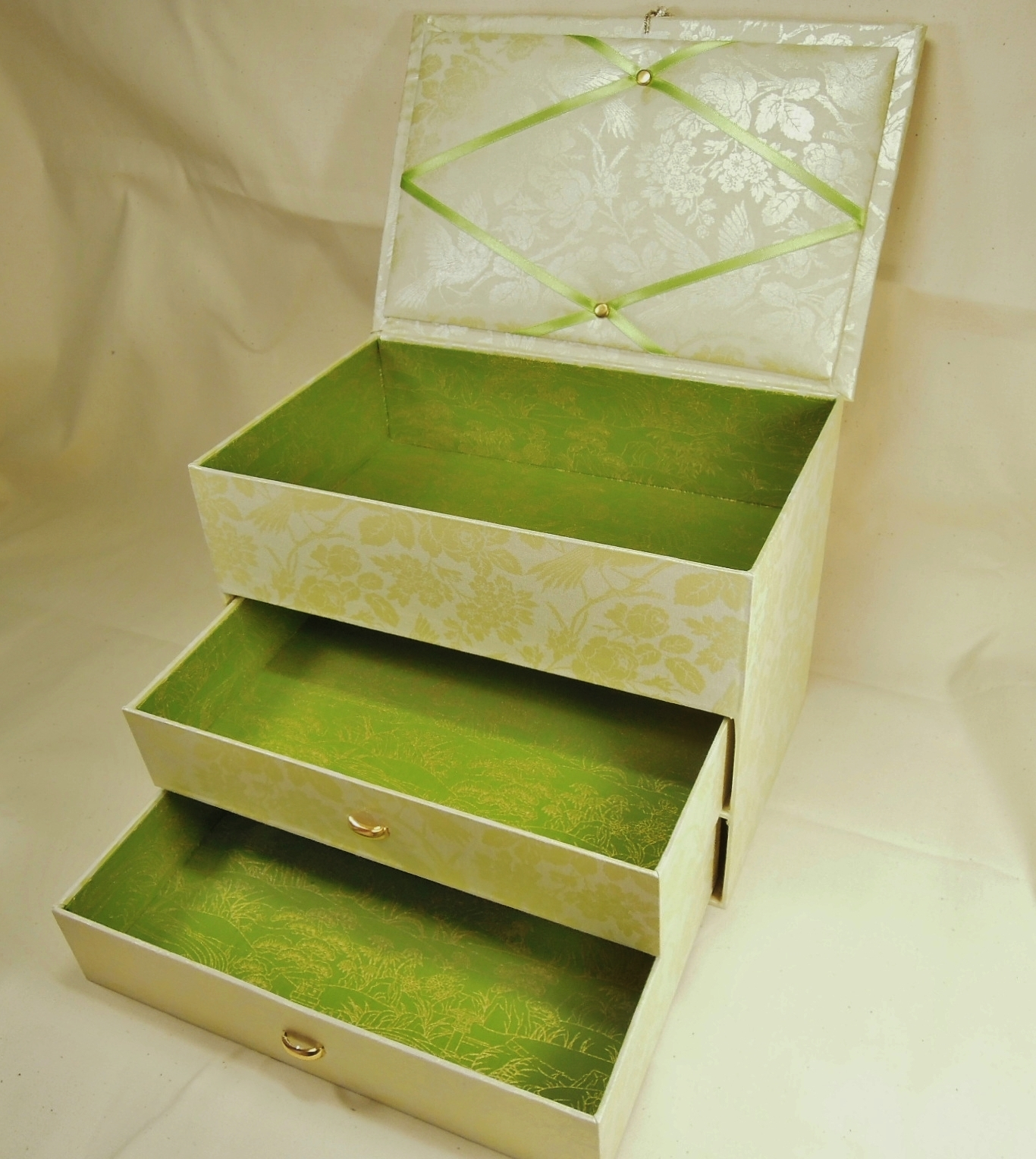
カルトナージュ

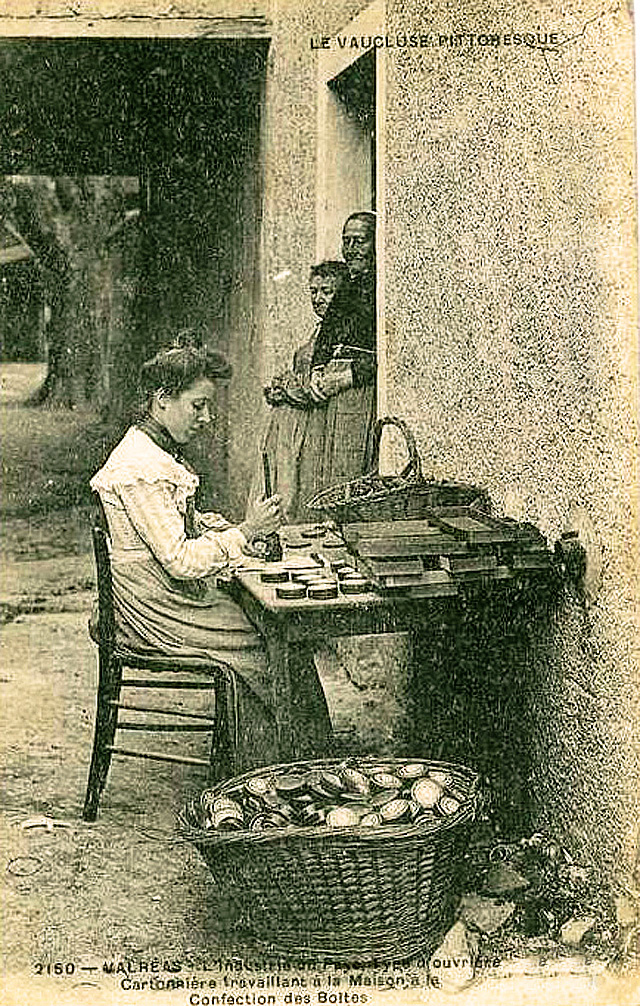
20世紀初頭、自宅でカルトナージュをする女性。ヴァルレアス

カルトナージュ（仏: Cartonnage）は、フランス伝統の厚紙工芸である。厚紙で組み立てた箱などに紙や布を貼り付けて仕上げる。

## 概要
カルトナージュは厚紙を意味するカルトン（Carton）に由来し、表面や内側に柄紙やマーブル紙などの洋紙等を貼って装飾を施す。18世紀頃、南仏で蚕を入れる紙箱に装飾を施した物が発祥と言われている。
布を用いることもあり「布箱」とも称される。
フォトフレームやファイルなどの平面作品のほか、フランスの熟練職人は家具に至るまでカルトナージュで制作している者もいる。

## 材料

### 厚紙（カルトン）
厚紙としてグレー台紙を使用し、1ミリメートル（mm）、2mm、3mmなど作品の大きさや用途によって様々な厚みを使い分ける。箱に窓を付けたい場合には塩化ビニル板も用いられる。

### ケント紙
側面や底面の裏打ちに使用される。

### ボンド
専門的には額装用品店の中性ボンドが多く利用されている。
一般には柄紙の貼り付けには木工用ボンドとでんぷん糊を合わせた「合わせ糊」が用いられる。

### クラフトテープ（水張りテープ）
片面に乾燥した接着材を塗布されている紙テープで、切手のように糊面に水分を適量含ませると接着できる。水彩画の水張りなどに利用されている。組み立てたカルトンの接着面の補強や、金具やタッセルなど装飾品の接着部の補強に多用する。

## 用具

### ヘラ
額装用の先端に向かって細くなっているヘラが主に用いられる。材質はプラスチック、テフロン、ボーンなど様々。

### カッターナイフ
カルトンやケント紙などの切削に使用する。ロータリーカッター、円切りカッター、ペーパートリマーなども使用目的により使い分ける。